# Форест-Лаун
Форест-Лон или Форест-Лаун (Forest Lawn, «Лесная поляна») — частное кладбище в Глендейле — северном пригороде Лос-Анджелеса. Представляет собой грандиозный (свыше 250 тысяч могил на площади в 1,2 км²) комплекс в память о золотом веке голливудской киноиндустрии. Наиболее престижным (и дорогостоящим) считается захоронение в Большом мавзолее и на его «святой террасе», которые выстроены по образу и подобию генуэзского Кампо-Санто.

## История
«Мемориальный парк Форест-Лаун» (Forest Lawn Memorial Park) основал в 1906 г. молодой предприниматель Хьюберт Итон. Он исповедовал «солнечное» христианство и считал, что кладбища должны не приводить в уныние, а внушать оптимизм, связанный с верой в загробное существование. Он отменил могильные надгробия, заменив их на бронзовые таблетки, горизонтально уложенные в газонную траву, а также сформулировал «Кредо Создателя», которое вырезано на огромной каменной плите и которое начинается со слов: «Я верю в счастливую вечную жизнь». Мысль о жизнерадостном некрополе увлекла многих калифорнийских консерваторов. Захоронения темнокожих и иудеев поначалу здесь не приветствовались.
С годами предприятие Итона набирало обороты. В 1948 г. открылось ещё более «гламурное» кладбище в самом Голливуде. Часовни Форест-Лон были открыты для венчания людей консервативных убеждений (к примеру, здесь венчались голливудские звёзды Рональд Рейган и Джейн Уаймен).

### Структура кладбища
Кладбище разделено на многочисленные участки, которые отделены друг от друга улочками, имеющими собственные названия:
- Бэбиленд (англ. Babyland, «страна малышей») и Лаллабайленд (англ. Lullabyland, «страна колыбельной») детские кладбища в форме сердца по обе стороны от участков «Приют для отдыха» и «Викториленд»;
- Сламберленд (англ. Slumberland, «страна дрёмы») для подростков;
- Грейсленд (англ. Graceland, «страна благодати») один из самых больших участков;
- Викториленд (англ. Victory Land, «страна победы») для ветеранов войны и их семей;
- Весперленд (англ. Vesperland, «страна вечерни»);
- Перед «Кортом Давида» расположен обширный склон, разделенный на три части: «Вознесение», «Человечность» и «Гармония» и другие участки[3].

Их украшают более 1 500 статуй, многие из которых — слепки знаменитых произведений искусства. Здесь представлены (в основном в «Корте Давида») копии почти всех работ Микеланджело. В 1957 г. при кладбище заработал музей изобразительных искусств. Здесь выставлена самая большая картина на религиозную тематику: панорама «Голгофа».

## Критика
«Тематический парк» смерти, который некоторые сравнивают с Диснейлендом, был едко описан Ивлином Во в сатирическом романе «Незабвенная» (1947). По мнению критиков Форест-Лауна, «весь этот китч — лишь хитроумная стратегия с целью забраться в чековые книжки безутешных родственников».

## Похороненные
См. Категорию «Похороненные на кладбище Форест-Лаун»